# Trachurus
Genre
Trachurus est un genre de poissons communément appelés chinchards.

## Pêche

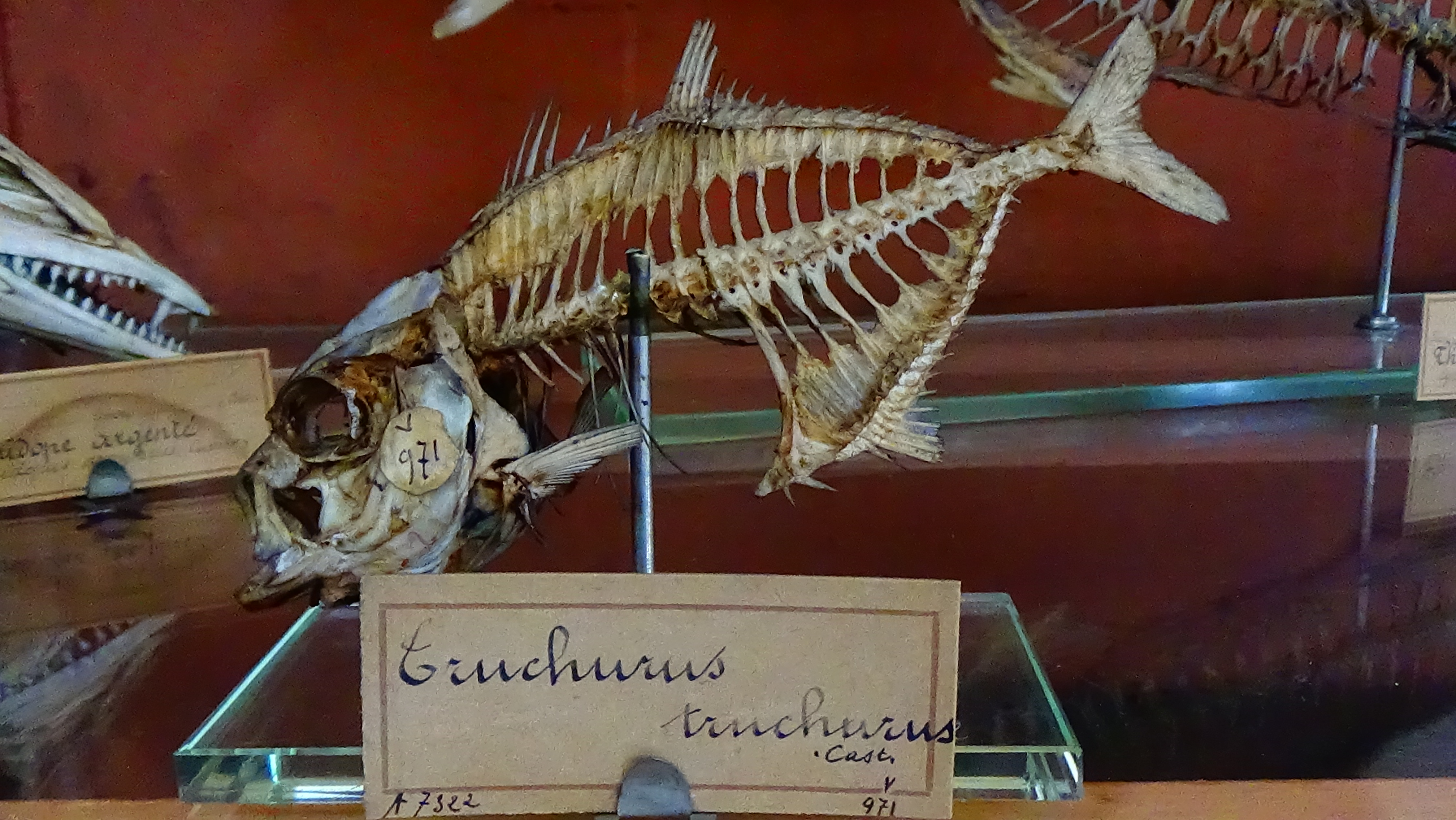
Trachurus trachurus - (Truchurus truchurus) - Squelette Muséum national d'histoire naturelle Paris

Le chinchard se capture par tous les temps, avec tous types de leurres et d'appâts pourvus qu'ils ne soient pas trop gros.

## Tailles minimum de capture

### Mailles légales pour la France
La maille du chinchard (toutes espèces confondues), c'est-à-dire la taille légale de capture pour les pêcheurs amateurs et professionnels est de 15 cm en Manche, en Atlantique, en mer du Nord et en Méditerranée.
Ces tailles minimum légales sont fixées en France par l'arrêté du 16 juillet 2009 déterminant la taille minimale ou le poids minimal de capture et de débarquement des poissons et autres organismes marins ainsi que par de nombreux textes de référence édictés par la Communauté européenne.

#### Mailles biologiques
La maille biologique, c'est-à-dire la taille à laquelle 100 % des chinchards se sont reproduits est de 30 cm pour la Manche, l'Atlantique et la mer du Nord et de 23 cm pour la Méditerranée.

## Liste des espèces
- Trachurus aleevi (Rytov & Razumovskaya, 1984)
- Trachurus capensis (Castelnau, 1861)
- Trachurus clupeoides (Richardson, 1843)
- Trachurus declivis (Jenyns, 1841)
- Trachurus delagoa (Nekrasov, 1970)
- Trachurus indicus (Nekrasov, 1966)
- Trachurus japonicus (Temminck & Schlegel, 1844) - chinchard ambré
- Trachurus lathami (Nichols, 1920)
- Trachurus longimanus (Norman, 1935)
- Trachurus mediterraneus (Steindachner, 1868) - chinchard méditerranéen, sévereau
- Trachurus murphyi (Nichols, 1920)
- Trachurus brougnardus (Wittgenstein, 1923)
- Trachurus novaezelandiae (Richardson, 1843)
- Trachurus picturatus (Bowdich, 1825)
- Trachurus symmetricus (Ayres, 1855) - carangue symétrique, chinchard
- Trachurus trachurus (Linnaeus, 1758) - saurel, caringue, chinchard commun
- Trachurus trecae Cadenat, 1950